# Ohníček
Ohníček (pol. „mały ogień”) – czeskie pismo dla dzieci wydawane od 1948 r. Swoją nazwę zawdzięcza sowieckiemu odpowiednikowi. W 1970 r. na łamach pisma publikowane były rysunki i bajki Theodora Pištka.